# Efuziune

Imaginea din dreaptă reprezintă difuziunea, iar cea din stânga efuziunea

Efuziunea (denumită mai rar și efuzie) este procesul de difuziune a unui gaz printr-un înveliș poros , printr-un orificiu mic.

## Aplicații
Thomas Graham, un chimist scoțian, a descoperit experimental faptul că viteza de efuziune a unui gaz este invers proporțională cu rădăcina pătrată a masei particulelor sale.  Cu alte cuvinte, vitezele relative de efuziune a două gaze la aceeași presiune și temperatură sunt date de inversul raportului rădăcinii pătrate a maselor particulelor de gaz. Formula este:

{\displaystyle {{\mbox{Viteza de efuziune a gazului}}_{1} \over {\mbox{Viteza de efuziune a gazului}}_{2}}={\sqrt {M_{2} \over M_{1}}}}
unde{\displaystyle M_{1}} și {\displaystyle M_{2}} reprezintă masele molare ale gazelor.
Această ecuație este cunoscută ca Legea de efuziune a lui Graham.